# بروتين الريبوسوم L10
بروتين الريبوسوم L10 (بالإنجليزية: Ribosomal Protein L10)‏ (RPL10) هوَ بروتين يُشَفر بواسطة جين RPL10 في الإنسان. الريبوسومات هي العضيات التي تحفز تخليق البروتين، تتكون من وحدة فرعية صغيرة 40S ووحدة فرعية كبيرة 60S. تتكون هذه الوحدات الفرعية معًا من 4 أنواع من رنا RNA وحوالي 80 بروتينًا مميزًا من الناحية الهيكلية. ويعد أحد مكونات الوحدة الكبرى 60S للريبوسوم والذي يلعب دورًا مهمًا في الترجمة في عملية الاصطناع الحيوي للبروتين (التي تشكل جزءا من عملية التعبير الجيني).

## الأهمية السريرية
وجدت طفرات في هذا الجين في ابيضاض الدم اللمفاوي التائي الحاد.

## تفاعلات
وجد أنه يتفاعل مع بروتين كيناز التيروسين YES1.

## روابط خارجية
- بروتين الريبوسوم L10 في نظام فهرسة المواضيع الطبية (MeSH) للمكتبة الوطنية الأمريكية للطب.